# Barak (Richter)
Barak (hebr. בָּרָק, „Blitz“), der Sohn Abinoams, ist eine Person aus der Richterzeit der Hebräischen Bibel und des Alten Testaments (Ri 4,1–5,31 ).
Barak war Heerführer der Israeliten zur Zeit der Richterin Debora. Diese beauftragte ihn, mit zehntausend Mann aus den Stämmen Naftali und Sebulon gegen Jabin, den König von Kanaan, und dessen Heerführer Sisera zu ziehen. Der König hatte das israelitische Volk zwanzig Jahre lang unterdrückt, weil es erneut von JHWH abgefallen war und tat, was dem Herrn missfiel (Ri 4,1 ). Aus Furcht vor einer Niederlage gegen den weit überlegenen Feind verlangte Barak, Debora solle das israelitische Aufgebot begleiten, was sie ihm zusagte. Allerdings prophezeite sie zugleich, Barak werde durch seinen Sieg keinen persönlichen Ruhm erlangen. Barak besiegte daraufhin vom Berg Tabor aus operierend mit dem Heer der Israeliten das weit überlegene und mit neunhundert eisernen Kampfwagen modern ausgerüstete Heer Jabins vernichtend (Ri 4,14 ).
Bei der Verfolgung der geschlagenen Feinde erfuhr Barak vom Tod Siseras, der wie durch Debora prophezeit (Ri 4,9 ) durch die Hand einer Frau starb. Jaël, die Frau Hebers, eines mit Jabin verbündeten Keniters (Ri 4,9 ), hatte ihn getötet, indem sie ihm mit einem Hammer einen Pflock in die Schläfe trieb, während er ruhte (Ri 4,21 ). In Richter 5 (Ri 5,2–31 ) besingen Debora und Barak den Erfolg der Israeliten mit einem Siegeslied (Deboralied).
Die Geschichte von Baraks Feldzug beinhaltet eine Unstimmigkeit gegenüber dem chronologisch vorausgehenden Josuabuch, dem zufolge König Jabin bereits zu einem früheren Zeitpunkt getötet wurde und seine Hauptstadt Hazor bereits zerstört ist (Jos 11,10–15 ).